# Papel (langue)
Pour les articles homonymes, voir Papel.
Le pepel (ou papel, pépel) est une langue parlée en Guinée, en Guinée-Bissau et ponctuellement au Sénégal, principalement en Casamance.
Elle fait partie des langues rattachées à la branche nord des langues atlantiques, elles-mêmes sous-catégorie des langues nigéro-congolaises.

## Autres noms
Papel, Papei, Moium, Oium

## Population
Elle est parlée par les Pepels (ou Papel).